# Coscile
Coscile ou Sibari est une rivière de la Calabre qui prend sa source dans le massif du Pollino à 1 700 m d'altitude, affluent de gauche du fleuve Crati.

## Description
La rivière qui est longue d'environ 50 km possède un vaste bassin d'environ 1 005 km2 qui recueille les eaux des sources au pied du mont Pollino et de la serra Dolcedorme, par l'intermédiaire de ses affluents Esaro, Tiro et Garga
.
Son cours qui a une orientation initiale sud-est, rejoint la plaine de Sibari. La rivière Esaro est son principal affluent et lui permet de pratiquement tripler son débit. Le Coscile se jette dans le fleuve Crati à proximité des restes archéologiques de Sybaris dans la commune de Cassano all'Ionio.
Le Coscile est traversé en plusieurs endroits par l'autoroute A2 Naples - Reggio Calabria dans la portion qui descend du col de Campotenese (altitude 1 000 m), frazione de Morano Calabro vers Castrovillari.
À proximité de Spezzano Albanese il est aussi traversé par la ligne ferroviaire Cosenza - Sibari.
Son cours comporte trois barrages hydro - électriques gérés par l'ENEL.

## Hydrologie
Grâce à l'apport de son principal affluent l'Esaro, le Coscile est par son débit moyen annuel de 14 m3/s le troisième cours d'eau de Calabre.
Le régime du fleuve est un régime méridional avec des crues en hiver et des périodes basses en été sans toutefois descendre sous les 5 m3/s d'eau apportés en moyenne au mois d'août au Crati

## Histoire
Le géographe grec Strabon a affirmé que les colons grecs ont appelé le fleuve Sybaris d'après le nom du printemps à Bura en Achaïe.
Il allègue également que son eau est rare à cause des chevaux qui la boivent, c'est pourquoi tous les troupeaux sont tenus à l'écart.
À l'époque de Sybaris le Coscile n'était pas un affluent du Crati et son cours qui passait probablement au nord de Sybaris, se jetait directement dans le golfe de Tarente.